# Elleanthus capitatus
Elleanthus capitatus es una especie  de orquídea epífita o litofita. Es originaria de América.

## Descripción
Es una orquídea de gran tamaño que prefiere el clima caliente a frío. Tiene los hábitos epífitas  o litofita con raíces gruesas y tallos robustos basalmente envueltos por vainas tubulares basalmente juntas, las hojas alternas, largamente acuminadas, dísticas. Florece en la primavera hasta el otoño en una inflorescencia terminal racemosa, corta, envuelta por vainas membranosas con muchas flores grandes  con una cabeza apical de flores que están cubiertas con un material pegajoso.

## Distribución y hábitat
Se encuentra creciendo junto a Sobralia macrantha en México, Belice, Guatemala, Honduras, El Salvador, Nicaragua, Costa Rica, Panamá, Colombia, Ecuador, Perú, Bolivia, Venezuela, Guayana Francesa, Guyana, Surinam, Brasil, Cuba, República Dominicana, Haití, Jamaica, Trinidad y Tobago y las Islas de Barlovento en los bosques nubosos  en alturas  de 40 a 3800 metros

## Sinonimia
- Bletia capitata R.Br. in W.T.Aiton 1813
- Elleanthus casapensis (Rchb.f.) Rchb.f. 1862
- Elleanthus cephalophorus (Rchb.f.) Rchb.f. 1862
- Elleanthus cephalotus Garay & H.R.Sweet 1972
- Elleanthus cynarocephalus (Rchb. f.) Rchb. f. 1862
- Epidendrum capitatum Sessé & Moc. 1894
- Evelyna capitata Poepp. & Endl. 1836
- Evelyna casapensis Rchb.f. 1852
- Evelyna cephalophora Rchb.f. 1852
- Evelyna cynarocephala Rchb. f. 1856[1]
- Elleanthus capitatus (R.Br.) Cogn. in I.Urban, Symb. Antill. 6: 561 (1910), nom. illeg.
- Elleanthus zamorensis Garay, Opera Bot., B 9(225: 1): 109 (1978).[2]